# Ai Kayano
Ai Kayano (茅野 愛衣?, Kayano Ai; Tokyo, 13 settembre 1987) è una doppiatrice e cantante giapponese.
Inizialmente affiliata alla Pro-Fit, si è poi fatta rappresentare dalla Office Osawa.
In Cina è fortemente odiata perché ha ammesso di aver pregato al Santuario Yasukuni (nel quale sono venerati soldati caduti nella Seconda Guerra Mondiale ritenuti criminali di guerra dai cinesi), con il risultato che è stata rimossa da tutti i ruoli che aveva nei videogiochi cinesi Punishing: Gray Raven e Arknights. 

## Ruoli

### Serie TV anime
2010
- A Certain Magical Index II (Itsuwa, studentessa, reporter)

2011
- Yumekui Merry (Isana Tachibana)[1]
- Freezing (Violet El Bridget)[1]
- Hanasaku iroha (studentessa B)
- Sket Dance (Roman Saotome)[1]
- Ano hana (Meiko "Menma" Honma)[1][2]
- Ro-Kyu-Bu! (Tae Mishōji)
- Sacred Seven (Ai)
- Kami-sama no memo-chō (Ayaka Shinozaki)[1]
- Kamisama Dolls (Hibino Shiba)[1]
- Nekogami yaoyorozu (Sasana Shōsōin)
- Kimi to boku (Rina Takahashi)
- Chihayafuru (Kanade Ōe)
- Shakugan no Shana III Final (Chiara)
- Last Exile: Ginyoku no Fam (Millia Il Velch Cutrettola Turan)
- Ben-Tō (Ume Shiraume)
- Guilty Crown (Inori Yuzuriha, Mana Ōma)

2012
- Miniskirt pirates (Ai Hoshimiya)
- Aquarion Evol (Mikono Suzushiro)
- Rinne no Lagrange (Muginami)
- Ano natsu de matteru (Kaori Kinoshita)
- Kimi to boku 2 (Rina Takahashi)
- Medaka Box (Mogana Kikaijima)
- Natsuiro kiseki (Chiharu Okiyama)
- Hyōka (Mayaka Ibara)
- Tari Tari (Fumiko Matsumoto, Tomoka Kurata)
- Muv-Luv Alternative: Total Eclipse (Origa Prakina)
- Rinne no Lagrange 2 (Muginami)
- Koi to Senkyo to Chocolate (Mao Shigemori)
- Say "I love you". (Mei Tachibana)
- Sakura-sō no pet na kanojo (Mashiro Shiina)
- Girls und Panzer (Saori Takebe)
- Medaka Box Abnormal (Mogana Kikaijima)
- Psycho-Pass (Yoshika Okubo)

2013
- Mangirl! (Shinobu Fujimori)
- Ai Mai Mi (Ponoka-senpai)
- AKB0048 next stage (Mao)
- Oreshura (Ai Fuyuumi)
- Senran Kagura: Ninja Flash! (Yomi)
- Senyu (Ruki)
- Chihayafuru 2 (Kanade Ōe)
- Jewelpet Happiness (Rossa)
- Suisei no Gargantia (Saaya)
- Yuyushiki (Chiho Aikawa)
- Kakumeiki Valvrave (Aina Sakurai, Pino)
- Inu to hasami wa tsukaiyou (Momiji Himehagi)
- Senyu (Part 2) (Ruki)
- Tamayura: More Aggressive (Kanae Mitani)
- Senki zesshō Symphogear G (Kirika Akatsuki)
- Tokurei sochi dantai Stella jo-gakuin kōtō-ka shīkyūbu (Karila Hatsuse, Aila Hatsuse)
- Servant x Service (Lucy Yamagami)
- Ro-Kyu-Bu! SS (Tae Mishōji)
- Super Seisyun Brothers (Saitou Mako)
- Infinite Stratos 2 (Madoka Orimura)
- Golden Time (Linda/Nana Hayashida)
- Nagi no asukara (Chisaki Hiradaira)
- Strike the Blood (Misaki Sasasaki)
- Freezing Vibration (Violet el Bridget)
- Yozakura Quartet: hana no uta~ (V. Lila F.)
- Machine-Doll wa kizutsukanai (Irori)

2014
- Witch Craft Works (Kasumi Takamiya)
- Selector Infected WIXOSS (Hitoe Uemura)[3]
- Captain Earth (Hana Muto)
- Soredemo sekai wa utsukushii (Nia Remercier)
- Kanojo ga flag o oraretara (Akane Mahōgasawa)
- Black Bullet (ragazza cieca)
- No Game No Life (Shiro)
- Gochūmon wa usagi desu ka? (sorella maggiore di Cocoa)
- Ai Mai Mi: mōsō catastrophie (Ponoka-senpai)
- Glasslip (Momo Shirosaki)
- Aldnoah.Zero (Darzana Magbaredge)
- Ao haru ride - A un passo da te (Yūri Makita)[4]
- Terra Formars (Sheila Levitt)
- Selector Infected WIXOSS (Hitoe Uemura)
- Madan no ō to Vanadis (Sophia Obertas)
- Wolf Girl & Black Prince (Ayumi Sanda)
- Gundam Build Fighters Try (Eri Shinoda)
- Sora no method (Kaori Komiya)
- Shirobako (Rinko Ogasawara, Mui Kayana, Arupin)
- Girl Friend (kari) (Haruko Yumesaki)
- Shigatsu wa kimi no uso (Nagi Aiza)
- Tales of Zestiria: dōshi no yoake (Alisha Diphda)

2015
- Absolute Duo (Silent Diva)
- Aldnoah.Zero 2 (Darzana Magbaredge)
- Akatsuki no Yona (Yun-Ho)
- Food Wars! Battaglie culinarie (Ryōko Sakaki)
- Gakkō gurashi! (Megumi Sakura)
- Jōkamachi no Dandelion (Aoi Sakurada)
- Mikagura gakuen kumikyoku (Kurumi Narumi)
- Miritari! (Cecilie)
- Ore monogatari!! (Yukika Amami)
- Saenai heroine no sodatekata (Utaha Kasumigaoka)
- Show by Rock!! (Tsukino)
- Fairy Tail (Kyōka)
- Rinne (Suzu Minami)
- Magical Somera-chan (Konomi (ep 6), Menūsū, Alunna, Gatto)
- DanMachi (Asfi Al Andromeda)
- Ushio e Tora (Omamori-sama)
- Senki zesshō Symphogear GX (Kirika Akatsuki)
- Hidan no Aria AA (Shino Sasaki)

2016
- Luck & Logic (Shiori Tsurugi)[5]
- Kono subarashii sekai ni shukufuku o! (Darkness)[6]
- Magi: Adventure of Sinbad (Serendine)[7]
- New Game! (Rin Tōyama)[8]
- Rainbow Days (Nozomi Matsunaga)
- Flying Witch (Chito)[9]
- Amanchu! (Futaba Ooki)[10]
- ReLIFE (Chizuru Hishiro)[11]

2018
- A Place Further Than the Universe (Takako Kobuchizawa)
- Juliet in collegio (Juliet Percia)
- Lost Song (Corte, Mel)
- Sword Art Online: Alicization (Alice Synthesis Thirty)

2019
- Demon Slayer - Kimetsu no yaiba (Kanae Kochou)
- Tsūjou kōgeki ga zentai kōgeki de ni kai kōgeki no okā-san wa suki desuka? (Mamako Oosuki)

2022
- Delicious Party ♡ Pretty Cure (Amane Kasai/Gentle/Cure Finale)

2024
- Why Does Nobody Remember Me in This World? (Qubirey)
- VTuber Legend: How I Went Viral after Forgetting to Turn Off My Stream (Kaeru Yamatani)

### OAV
- Princess Resurrection (2010) (Sawawa Hiyorimi)
- Code Geass: Akito the Exiled (2012) (Anna Clement)
- Ghost in the Shell: Arise (2014) (Emma)
- Zetsumetsu Kigu Shōjo Amazing Twins (2014) (Kozumi)

### Videogiochi
- Final Fantasy XIV (Y'shtola)
- Guilty Crown: Lost Christmas (Mana Ouma)
- Ima sugu oniichan ni imōto da tte iitai! (Mao Shigemori)
- Nayuta no kiseki (Noi)
- Senran Kagura Burst (Yomi)
- Shining Resonance (Rinna Mayfield)
- Legasista (Melize)
- The Legend of Nayuta: Boundless Trails (Noi)
- Danganronpa 2: Goodbye Despair (Mikan Tsumiki)
- Senran Kagura: Shinovi Versus (Yomi)
- Dungeon Travelers 2: The Royal Library & the Monster Seal (Alisia Heart)
- Summon Night 5 (Clesea)
- Etrian Odyssey Untold: The Millennium Girl (Rosa)
- Granblue Fantasy (Alliah, Golden Knight, Rei, Yuni)
- Dengeki Bunko: Fighting Climax (Mashiro Shiina)
- Senran Kagura: Bon Appétit! (Yomi)
- Senran Kagura 2: Deep Crimson (Yomi)
- Tales of Zestiria (Alisha Diphda)
- Senran Kagura: Estival Versus (Yomi)
- Tokyo Babel (Eve)
- Fate/Grand Order (Caster/Murasaki Shikibu)
- Tokyo Xanadu (Shiori Kurashiki)
- Grand Kingdom (Lillia Sforza)
- Dissidia Final Fantasy NT (Y'shtola)
- Tokyo Mirage Sessions ♯FE  (Ayaha Oribe)
- Girls’ Frontline (Kar98k)
- Danganronpa V3: Killing Harmony (Mikan Tsumiki)
- Dissidia Final Fantasy: Opera Omnia (Y'shtola)
- Fire Emblem Heroes (Gunnthra, Fee)
- Tales of the Rays (Alisha Diphda, Alice Synthesis Thirty/Alice Zuberg)
- Senran Kagura: Peach Beach Splash (Yomi)
- Azur Lane  (IJN Atago, IJN Kaga, KMS Graf Zeppelin, HMS Little Renown, HMS Renown, KMS Zeppy)
- Browndust (Granhildr)
- Nights of Azure 2: Bride of the New Moon (Liliana Selphin)
- Dragon Quest Rivals (Principessa Gwaelin, Helena)
- Senran Kagura Reflexions (Yomi)
- Shinobi Master Senran Kagura: New Link (Yomi)
- Million Arthur: Arcana Blood (Clone Pharsalia)
- Octopath Traveler (Ophilia Clement)
- Senran Kagura Burst Re:Newal (Yomi)
- Senran Kagura: Peach Ball (Yomi)
- Dragon Marked for Death (Imperatrice)
- Arknights (Platinum; successivamente rimpiazzata da Mizuki Kitajima)
- Pokémon Masters EX (Erika)
- Dragon Quest XI S: Echi di un'era perduta - Edizione Definitiva (Helena, Lisa/Mostra Lisa)
- Code Vein (Mia Karnstein)
- Kandagawa Jet Girls (Yomi)
- Sword Art Online: Alicization Lycoris (Alice Synthesis Thirty/Alice Zuberg)
- Tales of Crestoria (Alisha Diphda)
- World's End Club (Vanilla)
- Tsukihime: A piece of blue glass moon (Noel)
- Melty Blood: Type Lumina (Noel)
- Xenoblade Chronicles 3 (Nagiri)
- Infinity Strash - Dragon Quest: The Adventure of Dai (Soala)
- Sword Art Online: Last Recollection (Alice Synthesis Thirty/Alice Zuberg)
- Dragon Quest I & II HD-2D Remake (Principessa Gwaelin)

### Film
- I tre moschettieri (Anna d'Asburgo)
- The Call (Casey Welson)
- Glass no hana to kowasu sekai (Sumire)